# Person of the Year

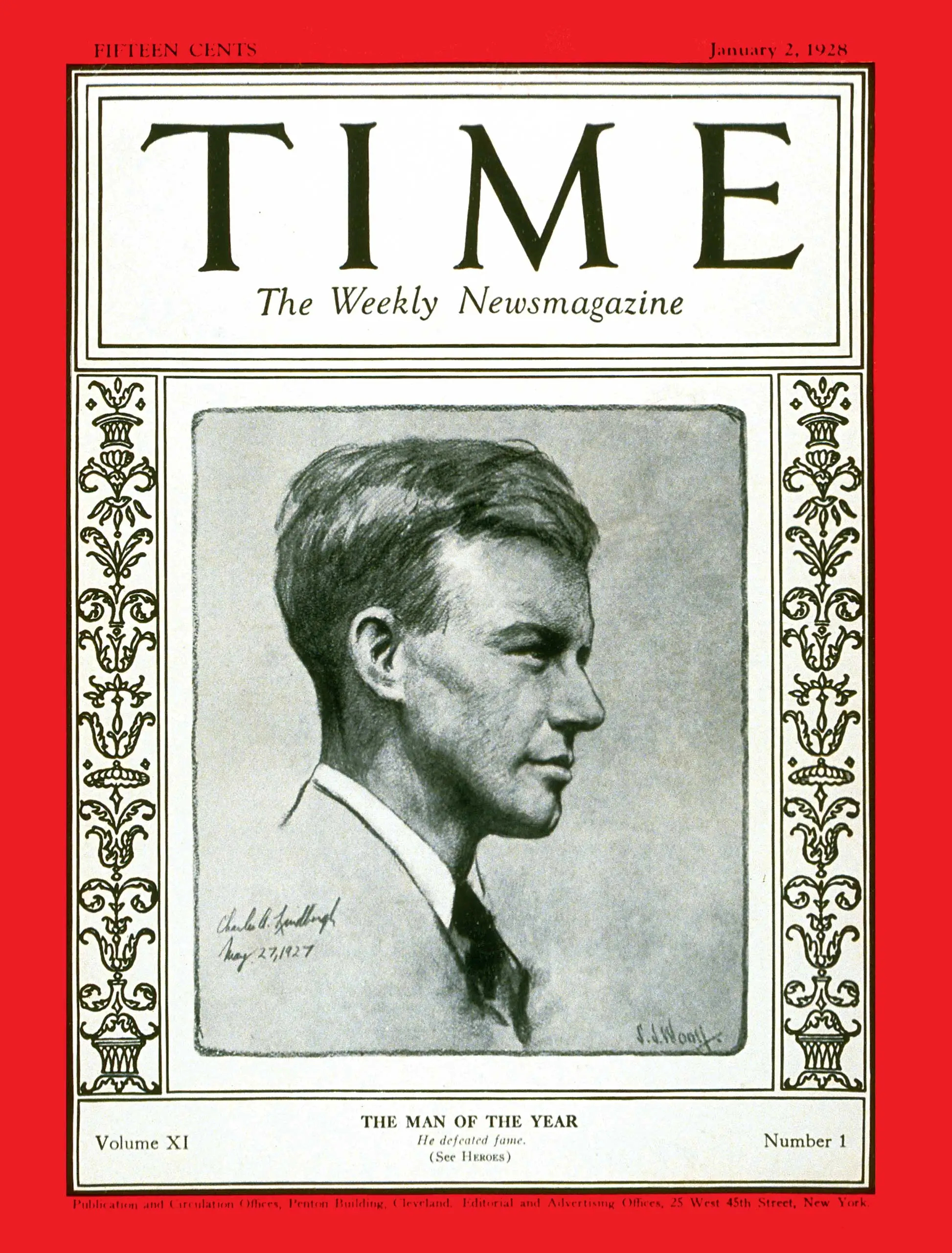
Erste Bekanntgabe der Person of the Year; Titelseite mit Charles Lindbergh als Man of the Year 1927

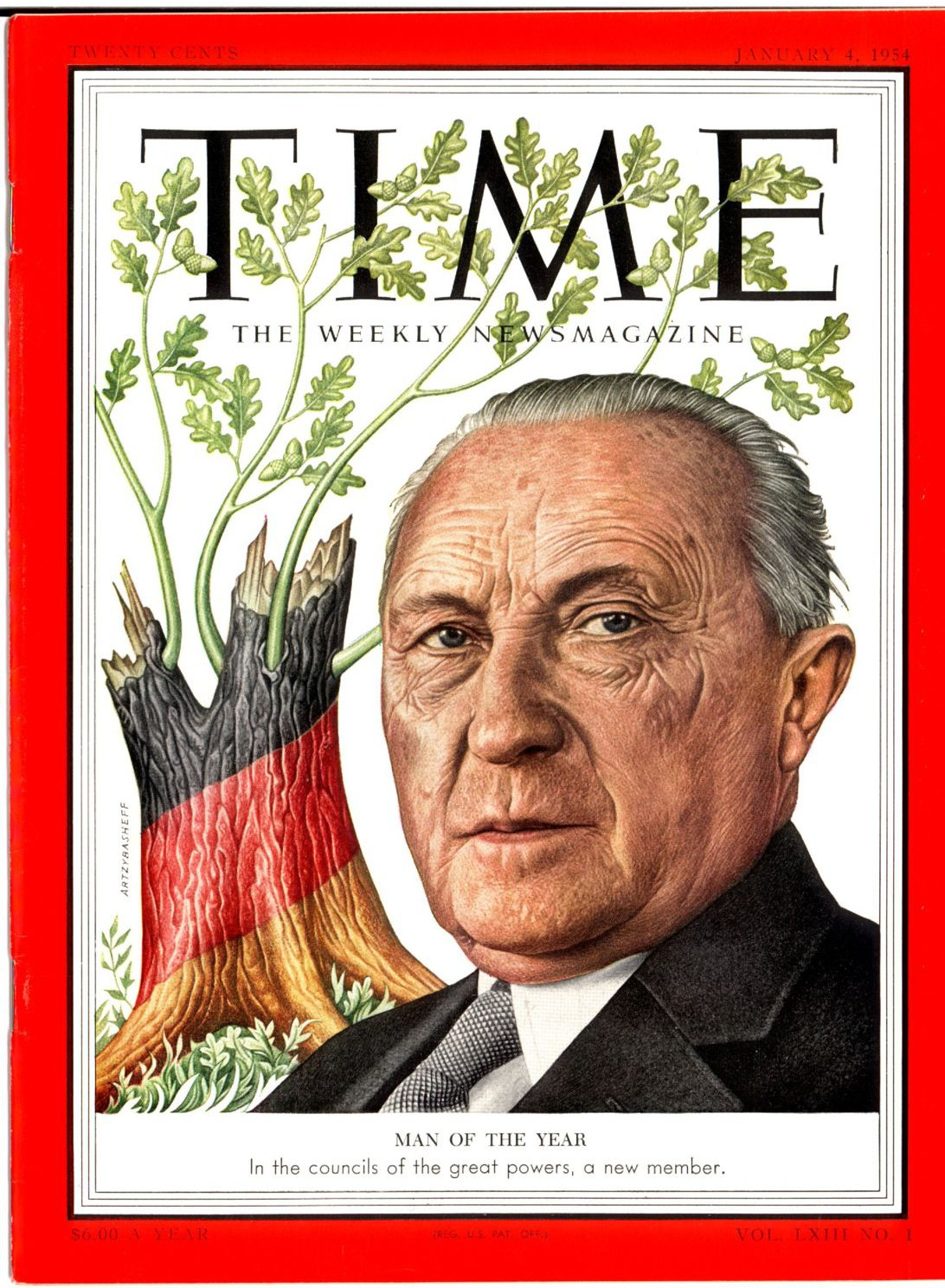
Titelseite mit Konrad Adenauer als Person des Jahres 1953

Person of the Year („Person des Jahres“; bis 1999 Woman of the Year, „Frau des Jahres“, und Man of the Year, „Mann [oder auch Mensch] des Jahres“) ist eine Auswahl von Personen, Gruppen, Ideen oder Objekten, die seit 1927 jährlich vom US-amerikanischen Nachrichtenmagazin Time veröffentlicht wird. Mit der Ernennung zur Person des Jahres werden diejenigen ausgewählt, die nach Ansicht der Redaktion die Welt im jeweiligen Jahr maßgeblich verändert oder bewegt haben – zum „Guten“ oder zum „Schlechten“.

## Geschichte
Die Tradition der Auswahl des Man of the Year begann 1927, als Time-Redakteure überlegten, worüber sie in einer Sauregurkenzeit schreiben könnten. Zunächst ging es dabei auch darum, die Blamage der redaktionellen Fehlentscheidung, Charles Lindbergh nach seinem Transatlantik-Flug nicht auf die Titelseite gebracht zu haben, wiedergutzumachen. Ende des Jahres beschloss man dann, Charles Lindbergh mit einer Titelgeschichte zum „Mann des Jahres“ zu küren.
Seit dieser Zeit werden spezielle Personen, Gruppen von Leuten (z. B. ein Team oder eine demografische Kategorie) oder, in zwei speziellen Fällen, eine Erfindung und der Planet Erde, ausgewählt für eine Ausgabe gegen Ende jedes Jahres. Seit dem Jahr 2000 wurde der Titel dann in Person of the Year (Person des Jahres) verallgemeinert. Dennoch haben bisher nur wenige Frauen den Titel erhalten: Wallis Simpson im Jahr 1936, Song Meiling im Jahr 1937, Königin Elisabeth II. im Jahr 1952, alle Amerikanerinnen 1975, Corazon Aquino im Jahr 1986, die Whistleblowers genannten Informantinnen, die Skandale aufzudecken halfen, im Jahr 2002, Melinda Gates im Jahr 2005, Angela Merkel 2015, die „Silence Breakers“ (die Frauen, die gegen sexuelle Übergriffigkeit und Missbrauch in der Arbeitswelt aufgestanden waren) im Jahr 2017, Greta Thunberg im Jahr 2019, Kamala Harris im Jahr 2020 und die Künstlerin Taylor Swift 2023.
Jeder Präsident der Vereinigten Staaten seit Franklin D. Roosevelt (mit Ausnahme von Gerald Ford) war mindestens einmal Person of the Year. Es gehört mittlerweile zur Vorgehensweise der Time, jedes Mal einen Präsidenten der USA dazu zu ernennen, nachdem er ins Amt gewählt (oder wiedergewählt) wurde, um diese Leistung an sich anzuerkennen.

## Wahrnehmung
Die Auszeichnung wird teilweise als Ehre oder Preis verstanden. Das Time-Magazine weist jedoch regelmäßig auf das alleinige Kriterium hin: Wer hatte den größten Einfluss auf die Ereignisse des Jahres – im guten oder schlechten Sinne [for better or for worse, …has done the most to influence the events of the year]. „TIME's Person of the Year is not and never has been an honor. It is not an endorsement. It is not a popularity contest.“
Dies wird deutlich in den Auszeichnungen Hitlers 1938, Stalins 1939 und 1942, Khomeinis 1979, Putins 2007 und Trumps 2016.

## Personen des Jahres aus dem deutschen Sprachraum
Der Diktator Adolf Hitler wurde 1938 als diejenige Person ausgewählt, die den größten Einfluss auf die Weltgeschichte hatte. Darüber hinaus waren die Bundeskanzler Konrad Adenauer 1953, Willy Brandt 1970 und Angela Merkel 2015 Personen des Jahres. 1940 wurde Pfarrer Martin Niemöller Märtyrer des Jahres.
Albert Einstein wurde als Person des (20.) Jahrhunderts ausgewählt, Johannes Gutenberg als Person des 15. Jahrhunderts.

## Von Time ausgewählte „Personen des Jahres“
| Bild                                  | Jahr | Name | Land                                | Funktion/Grund |
| ------------------------------------- | ---- | --- | ----------------------------------- | --- |
|                                       | 1927 | Charles Lindbergh | Vereinigte Staaten                  | erster Alleinüberquerer des Atlantiks mit dem Flugzeug |
|                                       | 1928 | Walter Percy Chrysler | Vereinigte Staaten                  | Automobil-Pionier und Begründer der Chrysler Corporation |
|                                       | 1929 | Owen D. Young | Vereinigte Staaten                  | Industrieller und Vorsitzender der General Electric |
|                                       | 1930 | Mohandas Karamchand Gandhi | Britisch-Indien                     | Pazifist und Anführer der indischen Unabhängigkeitsbewegung |
|                                       | 1931 | Pierre Laval | Frankreich                          | Premierminister von Frankreich |
|                                       | 1932 | Franklin D. Roosevelt | Vereinigte Staaten                  | Präsident der Vereinigten Staaten |
|                                       | 1933 | Hugh S. Johnson | Vereinigte Staaten                  | General und Regierungsmitarbeiter, Leiter des New Deal |
|                                       | 1934 | Franklin D. Roosevelt | Vereinigte Staaten                  | Präsident der Vereinigten Staaten und Initiator des New Deal |
|                                       | 1935 | Haile Selassie | Äthiopien                           | Kaiser von Äthiopien |
|                                       | 1936 | Wallis Simpson | Vereinigte Staaten                  | Geliebte des Königs des Vereinigten Königreichs Edward VIII., der ihretwegen abdankte. |
|                                       | 1937 | Chiang Kai-shek | China                               | Führer der Kuomintang |
|                                       | 1937 | Song Meiling | China                               | Frau von Chiang Kai-shek |
|                                       | 1938 | Adolf Hitler | Deutsches Reich                     | Reichskanzler des Deutschen Reiches |
|                                       | 1939 | Josef Stalin | Sowjetunion                         | Generalsekretär des Zentralkomitees der KPdSU |
|                                       | 1940 | Winston Churchill | Vereinigtes Königreich              | Premierminister des Vereinigten Königreichs |
|                                       | 1941 | Franklin D. Roosevelt | Vereinigte Staaten                  | Präsident der Vereinigten Staaten |
|                                       | 1942 | Josef Stalin | Sowjetunion                         | Generalsekretär des Zentralkomitees der KPdSU und Regierungschef der Sowjetunion (Vorsitzender des Rates der Volkskommissare) |
|                                       | 1943 | George C. Marshall | Vereinigte Staaten                  | General |
|                                       | 1944 | Dwight D. Eisenhower | Vereinigte Staaten                  | Oberbefehlshaber der alliierten Streitkräfte in Europa |
|                                       | 1945 | Harry S. Truman | Vereinigte Staaten                  | Präsident der Vereinigten Staaten |
|                                       | 1946 | James F. Byrnes | Vereinigte Staaten                  | Außenminister der Vereinigten Staaten |
|                                       | 1947 | George C. Marshall | Vereinigte Staaten                  | General und Initiator des Marshallplans |
|                                       | 1948 | Harry S. Truman | Vereinigte Staaten                  | Präsident der Vereinigten Staaten |
|                                       | 1949 | Winston Churchill | Vereinigtes Königreich              | Premierminister des Vereinigten Königreichs |
|                                       | 1950 | Der amerikanische Soldat | Vereinigte Staaten                  | kämpft im Koreakrieg |
|                                       | 1951 | Mohammad Mossadegh | Iran                                | Premierminister des Iran |
|                                       | 1952 | Elisabeth II. | Vereinigtes Königreich              | Königin des Vereinigten Königreichs |
|                                       | 1953 | Konrad Adenauer | BR Deutschland                      | Bundeskanzler der Bundesrepublik Deutschland |
|                                       | 1954 | John Foster Dulles | Vereinigte Staaten                  | Außenminister der Vereinigten Staaten |
|                                       | 1955 | Harlow Herbert Curtice | Vereinigte Staaten                  | Geschäftsführer von General Motors |
|                                       | 1956 | Die ungarischen Freiheitskämpfer | Ungarn                              | waren im Kampf gegen die Diktatur gescheitert |
|                                       | 1957 | Nikita Chruschtschow | Sowjetunion                         | Erster Sekretär des Zentralkomitees der KPdSU |
|                                       | 1958 | Charles de Gaulle | Frankreich                          | Premierminister von Frankreich |
|                                       | 1959 | Dwight D. Eisenhower | Vereinigte Staaten                  | Präsident der Vereinigten Staaten |
|                                       | 1960 | Die amerikanischen Wissenschaftler | Vereinigte Staaten                  | vertreten durch George Wells Beadle, Charles Stark Draper, John Franklin Enders, Donald Arthur Glaser, Joshua Lederberg, Willard Libby, Linus Pauling, Edward Mills Purcell, Isidor Isaac Rabi, Emilio Segrè, William Bradford Shockley, Edward Teller, Charles Hard Townes, James Van Allen und Robert B. Woodward                     |
|                                       | 1961 | John F. Kennedy | Vereinigte Staaten                  | Präsident der Vereinigten Staaten |
|                                       | 1962 | Johannes XXIII. | Vatikanstadt Italien                | Papst |
|                                       | 1963 | Martin Luther King | Vereinigte Staaten                  | Führer der Bürgerrechtsbewegung |
|                                       | 1964 | Lyndon B. Johnson | Vereinigte Staaten                  | Präsident der Vereinigten Staaten |
|                                       | 1965 | William Westmoreland | Vereinigte Staaten                  | Oberbefehlshaber der US-Truppen im Vietnamkrieg |
|                                       | 1966 | Die Unter-25-Jährigen | global                              | siehe Baby-Boomer |
|                                       | 1967 | Lyndon B. Johnson | Vereinigte Staaten                  | Präsident der Vereinigten Staaten |
|                                       | 1968 | Frank Borman | Vereinigte Staaten                  | Apollo-8-Astronauten |
|                                       | 1968 | Jim Lovell | Vereinigte Staaten                  | Apollo-8-Astronauten |
|                                       | 1968 | William Anders | Vereinigte Staaten                  | Apollo-8-Astronauten |
|                                       | 1969 | Der Durchschnittsamerikaner | Vereinigte Staaten                  | |
|                                       | 1970 | Willy Brandt | BR Deutschland                      | Bundeskanzler der Bundesrepublik Deutschland |
|                                       | 1971 | Richard Nixon | Vereinigte Staaten                  | Präsident der Vereinigten Staaten |
|                                       | 1972 | Richard Nixon | Vereinigte Staaten                  | Präsident der Vereinigten Staaten |
|                                       | 1972 | Henry Kissinger | Vereinigte Staaten                  | Nationaler Sicherheitsberater der Vereinigten Staaten |
| John Sirica (Gerald Ford Library).png | 1973 | John Sirica | Vereinigte Staaten                  | Leiter der Gerichtsverhandlung über die Watergate-Einbrecher |
|                                       | 1974 | Faisal ibn Abd al-Aziz | Saudi-Arabien                       | König von Saudi-Arabien |
|                                       | 1975 | Die amerikanischen Frauen | Vereinigte Staaten                  | vertreten durch Betty Ford, Carla Anderson Hills, Ella T. Grasso, Barbara Jordan, Susie Sharp, Jill Conway, Billie Jean King, Susan Brownmiller, Addie L. Wyatt, Kathleen Byerly, Carol Sutton und Alison Cheek |
|                                       | 1976 | Jimmy Carter | Vereinigte Staaten                  | Präsident der Vereinigten Staaten |
|                                       | 1977 | Anwar as-Sadat | Ägypten                             | Präsident von Ägypten |
|                                       | 1978 | Deng Xiaoping | Volksrepublik China                 | Reformpolitiker |
|                                       | 1979 | Ruhollah Chomeini | Iran                                | Führer der Islamischen Revolution |
|                                       | 1980 | Ronald Reagan | Vereinigte Staaten                  | Präsident der Vereinigten Staaten |
|                                       | 1981 | Lech Wałęsa | Polen                               | Vorsitzender der Gewerkschaft Solidarność |
|                                       | 1982 | Der Computer |                                     | |
|                                       | 1983 | Ronald Reagan | Vereinigte Staaten                  | Präsident der Vereinigten Staaten |
|                                       | 1983 | Juri Andropow | Sowjetunion                         | Generalsekretär des Zentralkomitees der KPdSU und Staatsoberhaupt der Sowjetunion (Oberster Sowjet) |
|                                       | 1984 | Peter Ueberroth | Vereinigte Staaten                  | Organisator der Olympischen Sommerspiele 1984 in Los Angeles |
|                                       | 1985 | Deng Xiaoping | Volksrepublik China                 | Reformpolitiker |
|                                       | 1986 | Corazon Aquino | Philippinen                         | Präsidentin der Philippinen |
|                                       | 1987 | Michail Gorbatschow | Sowjetunion                         | Generalsekretär des Zentralkomitees der KPdSU |
|                                       | 1988 | die bedrohte Erde | global                              | siehe auch: Umweltverschmutzung |
|                                       | 1989 | Michail Gorbatschow | Sowjetunion                         | Generalsekretär des Zentralkomitees der KPdSU und Staatsoberhaupt der Sowjetunion (Oberster Sowjet) |
|                                       | 1990 | George H. W. Bush | Vereinigte Staaten                  | Präsident der Vereinigten Staaten |
|                                       | 1991 | Ted Turner | Vereinigte Staaten                  | Medienunternehmer und Gründer von CNN International |
|                                       | 1992 | Bill Clinton | Vereinigte Staaten                  | Präsident der Vereinigten Staaten |
|                                       | 1993 | Nelson Mandela | Südafrika                           | Führer des African National Congress 1 |
| Frederik Willem de Klerk              | 1993 | Präsident der Republik Südafrika, wirkte auf das Ende der Apartheid hin 1                                                                                 | Südafrika                           | |
|                                       | 1993 | Jassir Arafat | Palästina                           | Palästinenserführer 1 |
|                                       | 1993 | Jitzchak Rabin | Israel                              | Ministerpräsident Israels 1 |
|                                       | 1994 | Johannes Paul II. | Vatikanstadt Polen                  | Papst |
|                                       | 1995 | Newt Gingrich | Vereinigte Staaten                  | Sprecher des Repräsentantenhauses der Vereinigten Staaten |
|                                       | 1996 | David Ho | Vereinigte Staaten                  | AIDS-Forscher |
|                                       | 1997 | Andrew Grove | Vereinigte Staaten                  | Mitbegründer von Intel |
|                                       | 1998 | Bill Clinton | Vereinigte Staaten                  | Präsident der Vereinigten Staaten |
|                                       | 1998 | Kenneth Starr | Vereinigte Staaten                  | Richter; Untersucher der Vorwürfe gegen Präsident Clinton |
|                                       | 1999 | Jeff Bezos | Vereinigte Staaten                  | Gründer und CEO von Amazon |
|                                       | 2000 | George W. Bush | Vereinigte Staaten                  | Präsident der Vereinigten Staaten |
|                                       | 2001 | Rudy Giuliani | Vereinigte Staaten                  | Bürgermeister von New York City |
|                                       | 2002 | Cynthia Cooper | Vereinigte Staaten                  | Whistleblower |
|                                       | 2002 | Sherron Watkins | Vereinigte Staaten                  | Whistleblower |
|                                       | 2002 | Coleen Rowley | Vereinigte Staaten                  | Whistleblower |
|                                       | 2003 | Der amerikanische Soldat | Vereinigte Staaten                  | kämpft im Irakkrieg |
|                                       | 2004 | George W. Bush | Vereinigte Staaten                  | Präsident der Vereinigten Staaten |
|                                       | 2005 | Bono | Irland                              | Musiker 2 |
|                                       | 2005 | Bill Gates | Vereinigte Staaten                  | Softwareunternehmer und Wohltäter 2 |
| Melinda Gates                         | 2005 | damalige Frau von Bill Gates 2 | Vereinigte Staaten                  | |
|                                       | 2006 | You. Yes, You. You control the Information Age. Welcome to your world. (Du. Ja, Du. Du beeinflusst das Informationszeitalter. Willkommen in deiner Welt.) | global                              | als Reaktion auf die Ausbreitung von partizipativen Websites |
|                                       | 2007 | Wladimir Putin | Russland                            | Präsident der Russischen Föderation |
|                                       | 2008 | Barack Obama | Vereinigte Staaten                  | Präsident der Vereinigten Staaten |
|                                       | 2009 | Ben Bernanke | Vereinigte Staaten                  | Präsident des Federal Reserve Board |
|                                       | 2010 | Mark Zuckerberg | Vereinigte Staaten                  | Gründer von Facebook |
|                                       | 2011 | The Protester (Der Protestler) | global                              | als Reaktion auf die weltweiten Protestkundgebungen |
|                                       | 2012 | Barack Obama | Vereinigte Staaten                  | Präsident der Vereinigten Staaten |
|                                       | 2013 | Franziskus | Vatikanstadt Argentinien            | Papst |
|                                       | 2014 | Ärzte und Pfleger im Kampf gegen Ebola | Westafrika                          | vertreten durch den Arzt und Ebola-Überlebenden Kent Brantly, den Chirurgen und Klinikleiter Jerry Brown, den Krankenwagenfahrer Foday Gallah, die Ebola-Überlebende Salome Karwah und die Ärzte-ohne-Grenzen-Mitarbeiterin Ella Watson-Stryker.                                                                                        |
|                                       | 2015 | Angela Merkel | Deutschland                         | Bundeskanzlerin von Deutschland |
|                                       | 2016 | Donald Trump | Vereinigte Staaten                  | Präsident der Vereinigten Staaten |
|                                       | 2017 | The Silence Breakers (Diejenigen, die ihr Schweigen brechen)                                                                                              | global                              | #MeToo, vertreten durch Isabel Pascual (Pseudonym), Adama Iwu, Ashley Judd, Susan Fowler, Taylor Swift und eine anonyme Frau |
|                                       | 2018 | The Guardians and the War on Truth (Die Wächter und der Krieg um die Wahrheit)                                                                            | global                              | Journalisten, die für ihre Berichterstattung angeklagt, eingesperrt oder ermordet wurden. Auf verschiedenen Titelbildern werden Jamal Khashoggi, Maria Ressa, die Redaktion von The Capital, Wa Lone und Kyaw Soe Oo gezeigt. Als weitere Guardians werden Shahidul Alam, Alam Habani, Patrícia Campos Mello und Victor Mallet erwähnt. |
|                                       | 2019 | Greta Thunberg | Schweden                            | Klimaschutzaktivistin und Initiatorin der Schulstreiks für das Klima |
|                                       | 2020 | Joe Biden | Vereinigte Staaten                  | Präsident der Vereinigten Staaten |
|                                       | 2020 | Kamala Harris | Vereinigte Staaten                  | Vizepräsidentin der Vereinigten Staaten |
|                                       | 2021 | Elon Musk | Südafrika Kanada Vereinigte Staaten | Unternehmer |
|                                       | 2022 | Wolodymyr Selenskyj | Ukraine                             | Präsident der Ukraine |
|                                       | 2022 | The Spirit of Ukraine | Ukraine                             | „Der Geist der Ukraine“ repräsentiert die „Widerstandsfähigkeit des ukrainischen Volkes und des ukrainischen Widerstands sowie die ausländische Hilfe für die Ukraine“. |
|                                       | 2023 | Taylor Swift | Vereinigte Staaten                  | Sängerin, Songschreiberin und Musikproduzentin Erste Person, die wegen ihres künstlerischen Schaffens zur Person of the Year ernannt wurde. |
|                                       | 2024 | Donald Trump | Vereinigte Staaten                  | Gewinner der US-Präsidentschaftswahl 2024. |

Außerdem wurde Albert Einstein 1999 zur Person des Jahrhunderts und Winston Churchill 1950 zur Person des halben Jahrhunderts ausgewählt.